# Down down
Down Down is een single van Status Quo. Het is afkomstig van hun album On the Level. De singleversie is meer dan een minuut korter dan de elpeetrack.
De werktitel was Get Down, maar om verwarring met de single van Gilbert O'Sullivan te voorkomen werd het gewijzigd in Down Down. Rossi zei later dat hij zat te werken op het refrein en er maar niet uit kwam. Uiteindelijk kwam er dus Down Down uit. Rossi: het is natuurlijk niets, maar het bekte lekker. Eventueel commentaar werd afgewimpeld met: "Onze teksten waren nooit hoogdravend".
Het is een wat atypisch rocknummer. Het begin lijkt muzikaal nergens toe te leiden, totdat de groep het momentum te pakken krijgt. Vanaf dan is het rocken tot het einde. Opvallend zijn de syncopen en de polyritmiek in het rocknummer.
Er is een Nederlandstalige cover bekend: Bertus Staigerpaips Nou nou.

## Hitnotering
Simpel of niet, het was Quo’s enige nummer 1 notering in het Verenigd Koninkrijk. Het stond elf weken in die lijst.

### Nederlandse Top 40
Eendagsvlieg Joey Dyser hield Status Quo hier van de eerste plaats af met 100 Years.
| Positie: | 34 | 21 | 12 | 4 | 3 | 2 | 2 | 4 | 6 | 13 | 27 | uit |

### NederlandseDaverende 30
De hoge notering was mede te danken aan een energiek Toppopfilmpje.
| Positie: | 25 | 12 | 5 | 4 | 6 | 1 | 2 | 5 | 10 | 20 | uit |

### BelgischeBRT Top 30
| Positie: | 7 | 4 | 1 | 2 | 2 | 2 | 7 | 10 | 15 | 19 | uit |

### VlaamseUltratop 30
| Positie: | 24 | 14 | 6 | 2 | 2 | 1 | 2 | 7 | 9 | 13 | 25 | uit |

### NPO Radio 2 Top 2000
| Nummer met noteringen in de NPO Radio 2 Top 2000 | '00 | '01 | '02 | '03 | '04 | '05 | '06 | '07 | '08 | '09 | '10 | '11 | '12 | '13 | '14 | '15 | '16 | '17 | '18 | '19 | '20 | '21 | '22 | '23  | '24  |
| ------------------------------------------------ | --- | --- | --- | --- | --- | --- | --- | --- | --- | --- | --- | --- | --- | --- | --- | --- | --- | --- | --- | --- | --- | --- | --- | ---- | ---- |
| Down Down                                        | 509 | 262 | 381 | 418 | 414 | 381 | 455 | 563 | 432 | 496 | 512 | 675 | 576 | 681 | 688 | 792 | 845 | 820 | 983 | 811 | 943 | 890 | 949 | 1041 | 1065 |

1. ↑  Een vetgedrukt getal geeft de hoogste notering aan.
2. ↑  2000 was het eerste jaar met een notering voor dit nummer.